# Reggiane Re.2005
El Reggiane Re.2005 Sagittario (‘Sagitario’ en italiano), fue un caza monomotor de ala baja diseñado y construido por la compañía Reggiane a principios de los años 40, y que participó en la Segunda Guerra Mundial con la Regia Aeronautica, la Aeronautica Nazionale Repubblicana de la República Social Italiana ; la Luftwaffe operó algunas unidades capturadas durante los últimos días de la guerra sobre los cielos de Berlín. El modelo consistía en una evolución del caza Reggiane Re.2000, y a partir de él se comenzó a desarrollar el Reggiane Re.2006, del cual únicamente se construyó un prototipo.

## Diseño y desarrollo
El proyecto del avión de caza Reggiane Re.2005 fue iniciado en el año 1941 por un equipo de trabajo liderado por el ingeniero italiano Roberto Longhi, en el que estaban incluidos también los diseñadores Alessio, Maraschini, Toniolo y Pozzi. Los trabajos preliminares terminaron a finales de ese mismo año a pesar de que en esos momentos también se iniciaba un nuevo proyecto que no era la simple remodelación de un avión ya existente, sino un avión completamente nuevo, dando lugar al Reggiane Re.2002. Una vez el proyecto en febrero de 1942 estuvo terminado, dio lugar a un caza monoplaza, monomotor y monoplano de ala baja realizado con aleaciones ligeras, hubo retrasos en la entrega del los motores Daimler-Benz DB 605 A-1, por ello, el primer vuelo se retrasó unos meses.
El trabajo resultante dio lugar al que se considera uno de los mejores cazas italianos que participó en la Segunda Guerra Mundial, además de ser el más agraciado estéticamente. Sus alas semielípticas, frontal alargado y cola estilizada fueron las señas de identidad del Re.2005.
El primer prototipo, denominado MM.494, realizó su primer vuelo el 9 de mayo de 1942, pero justo al día siguiente durante la realización de un aterrizaje, se produjo un fallo en el tren de aterrizaje que hizo que el aparato sufriera serios daños, y a consecuencia de ello el prototipo no pudo volver a volar hasta el mes de junio. Este mismo prototipo sufrió en otras dos ocasiones daños de diversa consideración durante sus múltiples ensayos y pruebas de vuelo. Este prototipo iba equipado con cuatro ametralladoras Breda-SAFAT de 12,7 mm, y durante sus primeros vuelos de prueba y en la defensa aérea de Nápoles, también contó entre su equipamiento con un cañón Mauser.
Después de una intensa competición, en la que el Macchi C.205N fue descartado rápidamente, y el Fiat G.55 fue considerado ligeramente superior, la Regia Aeronautica ordenó la producción de 750 Reggiane Re.2005, aunque finalmente el número de aviones entregados se quedó en 48 unidades cuando Italia firmó el armisticio en septiembre de 1943. Estos aparatos de producción en serie montaban el motor Fiat RA 1050 RC.58 Tifone, una variante del Daimler-Benz DB 605 construida bajo licencia. Su armamento normalizado comprendía tres cañones de 20 mm y dos ametralladoras de 12,7 mm, en misiones de cazabombardeo podía transportar hasta 630 kg de bombas.

## Historia operacional
El primer piloto que voló el Reggiane Re.2005 en servicio operacional fue el mayor Vittorio Minguzzi, comandante del 22o Gruppo (22º Grupo), basado en el aeródromo de Napoli-Capodichino, cuya misión era defender la ciudad de Nápoles. Minguzzi, que recibió el primer prototipo del Re.2005 (MM.494) después de que este superara todos los ensayos y pruebas de vuelo, lo pilotó por primera vez el 7 de marzo de 1943. Desde ese momento y hasta el día 23 de marzo de ese mismo año, él y el resto de la unidad pilotaron el avión, dejando en todos ellos una gran impresión y dando una opinión favorable del mismo.
Al día siguiente, el 24 de marzo, Minguzzi, que había sido incorporado a la 362a Squadriglia (Escuadrón 362º) entró en combate por primera vez con un Re.2005. Después, el 2 de abril afirmó haber derribado un cuatrimotor estadounidense Consolidated B-24 Liberator sobre la isla de Ischia, al suroeste de la ciudad de Nápoles, aunque esta afirmación no pudo ser confirmada en los registros de pérdidas de las Fuerzas Aéreas del Ejército de los Estados Unidos (USAAF).
En esos momentos, su principal competencia dentro de la Regia Aeronautica era el Macchi C.202, aunque entrando en comparaciones, el C.202 tenía una velocidad únicamente 30 km/h inferior al Re.2005, pero este último gracias a su motor Daimler-Benz DB 605 y a su mayor estructura alar proporcionaba un rendimiento superior a gran altitud, aunque en cotas medias la diferencia era menor entre ambos modelos.
Durante abril, la 362a Squadriglia recibió tres Re.2005 más provenientes de la primera serie, sin embargo, el número de Re.2005 que formaron parte del 22o Gruppo nunca excedió de ocho unidades.
La primera victoria aérea confirmada en la que participó un Re.2005 fue el 28 de abril de ese año. Ese día, cuatro Re.2005 del 22o Gruppo despegaron del aeródromo de Napoli-Capodichino junto con algunos Macchi MC.202 y un Dewoitine D.520 con la misión de interceptar una formación de 30 bombarderos estadounidenses Consolidated B-24 Libertator que iban escoltados por otros 30 aviones de caza, con la intención de bombardear la ciudad de Nápoles. los Re.2005 iban pilotados por el mayor Minguzzi, capitán La Ferla, teniente Giulio Torresi y el sargento Donati. Ese día, el 22o Gruppo afirmó haber derribado un B-24 Liberator (en concreto Minguzzi) y otros cuatro probables, uno de ellos confirmado por un observador desde tierra, y atribuido a Donati, además de otros diez bombarderos más que fueron dañados por el Grupo.
Hasta la rendición italiana en la Segunda Guerra Mundial, ocurrida el 7 de septiembre de 1943, el Re.2005 participó en la defensa aérea de Sicilia, Roma, además de Bucarest y la ya mencionada Nápoles, y después de ese momento, aproximadamente 13 aviones Re.2005 fueron incautados y pasaron a formar parte de la Luftwaffe, donde fueron empleados en la defensa aérea de Berlín aunque también se cree que se emplearon en la defensa los campos petrolíferos de Rumanía, y también algunos fueron puestos en servicio en la Aviazione Nazionale Republicana.

## Operadores
Luftwaffe
13 aeronaves
 Italia
- Regia Aeronautica

 Italia
- Aeronautica Nazionale Repubblicana

## Especificaciones
Referencia datos: Enciclopedia Ilustrada de la Aviación, Vol.11 pag. 2793

### Características generales
- Tripulación: 1
- Longitud: 8,73 m
- Envergadura: 11 m
- Altura: 3,15 m
- Superficie alar: 20,4 m²
- Peso vacío: 2 600 kg
- Peso cargado: 3 610 kg
- Planta motriz: 1× motor V12 Fiat R.A. 1050 RC 58 Tifone.
  - Potencia: 1 475 CV 1 007 kW

### Rendimiento
- Velocidad nunca excedida (Vne): 630 km/h a 7 000 m
- Velocidad crucero (Vc): 515 km/h 320 mph
- Alcance: 980 km 609 mi
- Techo de vuelo: 12 000 m
- Régimen de ascenso: 20 m/s 3.937 pies/min
- Carga alar: 177 kg/m² 36 lb/ft²

### Armamento
- Armas de proyectiles: 

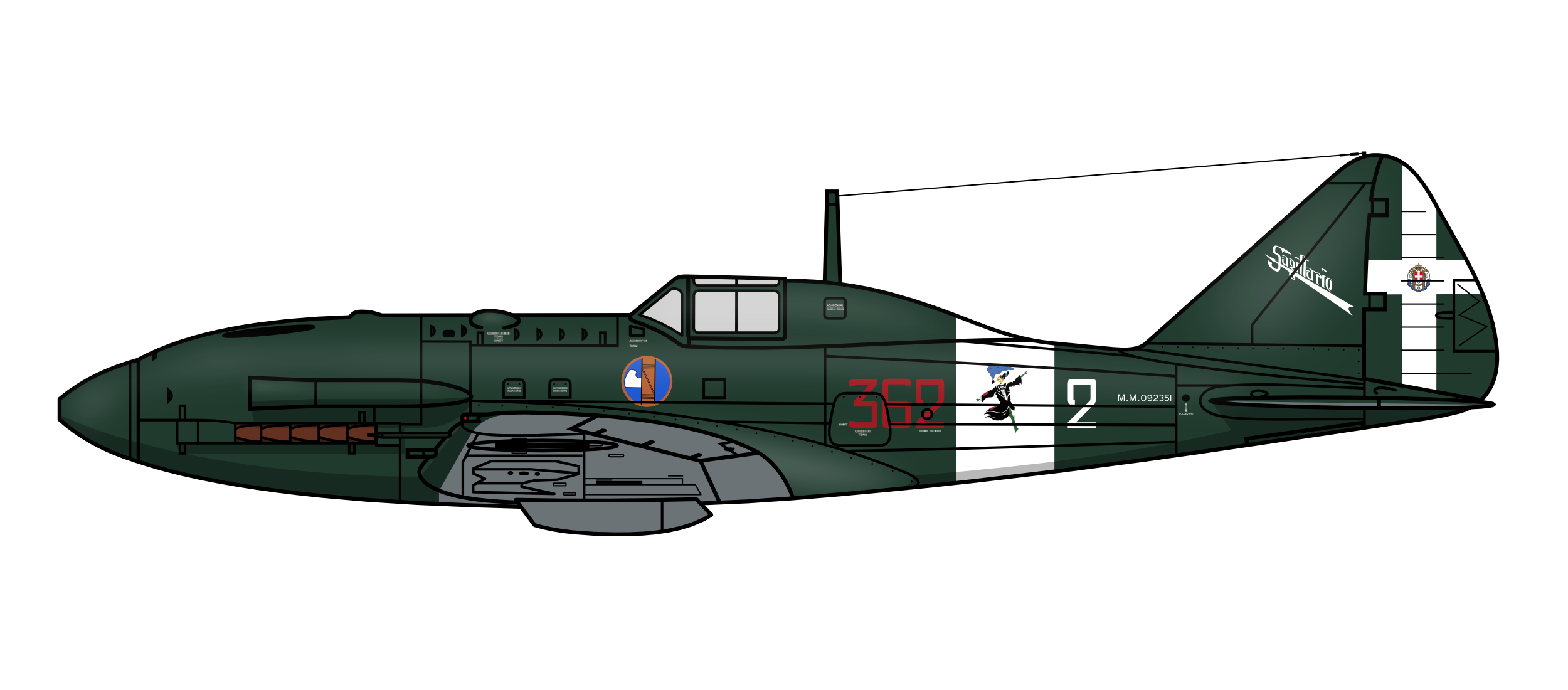
Reggiane Re.2005 22º Gruppo (MM. 092351)

  - 2 ametralladoras Breda-SAFAT de 12,7 mm en la cubierta del motor
  - 1 cañón MG 151 de 20 mm a través del buje de la hélice
  - 2 cañones MG 151 de 20 mm en las alas
- Bombas: puntos de anclaje con capacidad para 630 kg

### Desarrollos relacionados
- Reggiane Re.2000
- MÁVAG Héja

### Aeronaves similares
- Focke Wulf Fw 190
- Heinkel He 112
- Messerschmitt Bf 109G
- Bell P-39 Airacobra
- Curtiss P-40
- North American P-51 Mustang
- Dewoitine D.520
- Republic P-47 Thunderbolt
- Fiat G.55 Centauro
- Macchi C.205
- Mitsubishi A6M
- Kawasaki Ki-61
- Hawker Hurricane
- Supermarine Spitfire
- Lavochkin La-7
- Yakovlev Yak-9D

### Secuencias de designación
- Aviones de Reggiane: Re.2000 • Re.2001 • Re.2002 • Re.2003 • Re.2004 • Re.2005 •  Re.2006 • Re.2007

### Listas relacionadas
- Anexo:Cazas de la Segunda Guerra Mundial